# Streekarchief Langstraat Heusden Altena
Het SALHA of voluit Streekarchief Langstraat Heusden Altena is gevestigd in Heusden en is een gezamenlijk archief van de gemeenten Altena, Heusden, Waalwijk (streekgebied Langstraat) en Waterschap Rivierenland. 
Het streekarchief bevindt zich in het voormalige stadhuis van Heusden. Bezoekers kunnen op de studiezaal van het archief terecht om onder andere bouwvergunningen en particuliere, gemeentelijke, waterschaps- en kerkelijke archieven in te zien. Via de website kunnen archieftoegangen bekeken en doorzocht worden, maar ook archiefstukken gereserveerd worden voor inzage in de studiezaal. Bovendien zijn steeds meer archiefstukken online beschikbaar en doorzoekbaar, zoals de foto- en filmcollectie en genealogische bronnen. 